# Pteromalus fasciatus
Pteromalus fasciatus är en stekelart som först beskrevs av Thomson 1878.  Pteromalus fasciatus ingår i släktet Pteromalus och familjen puppglanssteklar. Arten är reproducerande i Sverige. Inga underarter finns listade i Catalogue of Life.